# Myzus padellus
Myzus padellus är en insektsart som beskrevs av Hille Ris Lambers och Rogerson 1946. Myzus padellus ingår i släktet Myzus och familjen långrörsbladlöss. Arten är reproducerande i Sverige. Inga underarter finns listade i Catalogue of Life.